# Нтчиси
Нтчиси е една от 28-те области на Малави. Разположена е в централния регион на страната. Столицата на областта е град Нтчиси, площта е 1709 км², а населението (по преброяване от септември 2018 г.) е 317 069 души.